# Philip Kasten
Philip Kasten ist ein deutscher Orthopäde und Unfallchirurg. Seit 2014 ist er Partner im Orthopädisch Chirurgischen Centrum in Tübingen und Mössingen und seit 2010 außerplanmäßiger Professor für Orthopädie an der Ruprecht-Karls-Universität Heidelberg. Seine Schwerpunkte sind die Schulter- und Ellenbogenchirurgie.

## Werdegang
Philip Kasten wuchs in Pforzheim auf und besuchte ab 1986 das Hebel-Gymnasium Pforzheim. Sein Vater Dr. med. Klaus Kasten ist Internist und so hatte er schon früh Kontakt zur Medizin. Über einen befreundeten Orthopäden in Pforzheim hatte er schon in der Jugend Kontakt zur arthroskopischen orthopädischen Chirurgie. So entstand der Wunsch, selbst Arzt und Orthopäde zu werden. Beim Abitur erhielt er für hervorragende Leistungen im Fach Latein einen Preis der Stiftung Humanismus heute. Anschließend absolvierte er im Rahmen des Zivildiensts die Ausbildung zum Rettungssanitäter.
Kasten studierte von 1992 bis 1999 an der Eberhard Karls Universität Tübingen mit einem Stipendium an der Brown University in Providence, USA. Weitere Auslandsaufenthalte waren an der University of Virginia, Charlottesville, USA und der University of California sowie am Rambam Health Care Campus, Haifa, Israel. Er wurde 1999 promoviert. Von 1999 bis 2000 war er als Arzt im Praktikum an der Berufsgenossenschaftlichen Unfallklinik in Tübingen bei Kuno Weise, wechselte dann von 2000 bis 2002 an die Unfallchirurgische Klinik der Medizinischen Hochschule Hannover zu Harald Tscherne und Christian Krettek und von 2002 bis 2008 an die Stiftung Orthopädische Universitätsklinik Heidelberg zu Volker Ewerbeck, wo er 2006 den Facharzt für Orthopädie und 2007 den Facharzt für Orthopädie und Unfallchirurgie erwarb. Im selben Jahr habilitierte er im Fach Orthopädie. Es folgten Auslandsaufenthalte bei Freddie Fu in Pittsburgh und Laurent Lafosse in Annecy. 2008 wurde er dann Oberarzt an der Carl-Gustav Carus Universität zu Dresden bei Klaus-Peter Günther und sportorthopädischer Leiter des Olympiastützpunkt Chemnitz/Dresden. 2011 erhielt er einen Ruf zum W2 Lehrstuhl für experimentelle Sportorthopädie der Carl-Gustav Carus Universität Dresden. Im Jahr 2014 wurde er schließlich Partner der überörtlichen Gemeinschaftspraxis Orthopädisch Chirurgisches Centrum Tübingen und Mössingen. Philip Kasten war 2017 Tagungspräsident der Deutschen Vereinigung für Schulter- und Ellenbogenchirurgie (DVSE), von 2017 bis 2019 Vorsitzender der Kommission Ellenbogen der DVSE und ist aktuell als Schriftführer im Vorstand der DVSE. Er ist Mitglied in zahlreichen orthopädischen Fachgesellschaften, u. a. der amerikanischen ASES und europäischen SECEC  Schulter- und Ellenbogengesellschaft und der Gesellschaft für Gelenkchirurgie und Arthroskopie AGA.

## Lehre
Als außerplanmäßiger Professor für Orthopädie lehrt Philip Kasten an der Stiftung Orthopädische Universitätsklinik Heidelberg. 9/2011 – 5/2014 Ordentlicher Professor für experimentelle Sportorthopädie, Universität Carl Gustav Carus Dresden. An der Universität Heidelberg und der Carl-Gustav-Carus Universität Dresden organisierte er mehrere Schultersymposien. 2015 gründete er mit Kollegen die Symposium Reihe MRI meets Arthroscopy and Arthroplasty und den Schulter-Anatomie- und Endoprothetik-Kurs in Tübingen.

## Publikationen
Philip Kasten hat als Autor und Koautor ca. 100 Peer-Review-Artikel.
- Patent 2011 zur Verbesserung der Zementierung an Schultergelenkspfannen
- Patent 2005 Expansionsmedium ohne xenogene Zusätze für mesenchymale Stammzellen
- Kasten, P, Schmitt, H und Weinberg, AM. Stressfrakturen am wachsenden Skelett. In: Weinberg, AM und H. Tscherne (Hrsg.): Kindertraumatologie. Springer, 2006, S. 1023–1029
- Kasten, P, Thomsen, M und Weinberg, AM. Kindliche Patellaluxationen. In: Weinberg, AM und H. Tscherne (Hrsg.): Kindertraumatologie. Springer, 2006, S. 721–731
- Kasten P, C. Carstens. Kinderorthopädie, In: Facharzt Orthopädie und Unfallchirurgie, Hrsg. Winkler, Elsevier Verlag, 2011, S. 954–1001
- Kasten P, Kopkow C, Dexel J. Skapuladyskinesien, In: die Scapula, Hrsg.: L. Lehmann, Elsevier Verlag, 2015, ISBN 978-3-437-18829-9 (E-Book), S. 111–126.
- J Dexel, P Kasten – Kapitel: Skapuladyskinesie In: Die Sportlerschulter, Schattauerverlag 1. Auflage. Grim 2015, ISBN 978-3-7945-6853-6, S. 151–156
- J Dexel, P Kasten – Kapitel: mediale Epicondylitis In: Expertise Ellenbogen, Thieme Verlag, 1. Auflage. Müller, Hollinger, Burkhardt 2016 Online ISBN 978-3-13-240422-9, S. 370–375
- J Dexel, P Kasten – Kapitel Chondromatose des Ellenbogengelenks. In: Orthopädie und Unfallchirurgie, Springer Reference Medizin. Engelhardt, Raschke 2019, Online ISBN 978-3-642-54673-0, S. 1–5
- P. Raiss. P. Kasten Omarthrose in der Schulter 21:08, 5. Feb. 2023 (CET), Expertise Orthopädie und Unfallchirurgie, 2021, ISBN 978-3-13-200191-6, S. 358–401

## Auszeichnungen
- Heine Preis 2011 / Deutsche Gesellschaft für Orthopädie und Orthopädische Chirurgie DGOOC Niemeyer P, K Fechner, S Milz, W Richter, NP Suedkamp, AT Mehlhorn, S Pearce, P Kasten. Comparison of mesenchymal stem cells from bone marrow and adipose tissue for bone regeneration in a critical size defect of the sheep tibia and the influence of platelet-rich plasma
- Wilhelm Roux Preis 2010 / P. Janicki, P. Kasten, K. Kleinschmidt, R. Luginbühl, W. Richter. Ektopes Modell der enchondralen Knochenbildung durch humane mesenchymale Stammzellen
- EBM Preis 2010 / Deutschen Gesellschaft für Orthopädie und Unfallchirurgie Prospektiv, P. Kasten, C. Keil, T. Grieser, N. Streich, Patric Raiss, M. Loew. Randomisierter Vergleich der arthroskopischen versus der mini-offenen Versorgung der Rotatorenmanschette
- AFOR Forschungspreis 2009 / Kasten P, Vogel J, Geiger F, Niemeyer P, Luginbühl R, Szalay K. The effect of platelet-rich plasma on healing in critical-size long-bone defects
- Perthes Preis 2008 / Deutsche Vereinigung für Schulter und Ellenbogenchirurgie (DVSE) Raiss, Maier, Loew, Kasten. Bewegungsanalyse der oberen Extremität unter besonderer Berücksichtigung der Propriozeption nach Schulterendoprothesenimplantation

- Reisestipendium der europäischen Schulter- und Ellenbogengesellschaft (SECEC) in den USA 2007
- Reisestipendium der Arbeitsgemeinschaft für Arthroskopie 2007, Pittsburgh, USA (Freddie Fu)
- Lautenschlägerstipendium Schulter-, Ellenbogenchirurgie 2006 bei Laurent Lafosse Annecy, Frankreich
- Posterpreis 2005 / Vereinigung Grundlagenforschung in der DGOOC. Vogel J, K Szalay, F Geiger, W Richter, P Kasten. Expansion und mesenchymale Differenzierung humaner mesenchymaler Stammzellen: Ersatz von Serum durch Plättchen-reiches Plasma
- Young Investigator Award 2005 / Küntscher Kreis. Kasten P, Vogel J, Luginbühl R, Niemeyer P, Tonak M, Lorenz H, Helbig L, Weiss S, Fellenberg J, Leo A, Simank H-G, Richter W Ectopic bone formation associated with mesenchymal stem cells in a resorbable calcium deficient hydroxyapatite carrier